# OS X El Capitan
OS X El Capitan (version 10.11) er den tolvte større udgivelse af OS X, Apple's computer- og server operativsystem for Macintosh computere.
OS X El Capitan blev vist den 8. juni 2015 ved WWDC 2015. Den blev navngivet efter en monolit i Yosemite National Park.

## Fordele
OS X El Capitan har mange fordele for at forbedre designet og anvendelighed af OS X og også for at forbedre præstationer og sikkerhed.
OS X El Capitan introducerer understøttelse af at man kan få to vinduer til at så side om side bare ved at klikke og holde på den grønne "fuldskærm"-knap på vinduet og tage den hen til enten venstre eller højre side af skærmen. Efter at brugeren har gjort dette, foreslår softwaren andre relevante apps til at tilføje "side om side"-sektionen på den anden side, baseret på 1. program der var fastgjort på første side. Dette svarer til den funktion, snap-assist i Windows 10 har.   El Capitan tilføjer også understøttelse af en helt ny Mission Control, som er mere strømlinet og organiseret til at hjælpe med at sprede sig og organisere mange vinduer på tværs af flere computere.
El Capitan gør også Spotlight langt bedre at bruge til kontekstuelle informationer såsom vejret, aktier, nyheder og sportsresultater. Det er også muligt at lave forespørgsler til Spotlight ved at skrive din forespørgsel fra første-persons synspunkt. F.eks. kan du skrive "Show me pictures that I took in Yosemite National Park in July 2014" og derefter vil Spotlight bruge den forespørgsel til at finde relevant info. Det er endnu ikke oplyst om forespørgsels-muligheden er tilgængelig på dansk.

## Opdatering
Som de fleste andre nye OS X opdateringer, foregår det over Mac App Store, og kan hentes gratis. Hvis man ønsker at få det hurtigst muligt kan du få den offentlige beta, som bliver offentliggjort i juli måned.